# Ol'ga Skorochodova
Ol'ga Ivanovna Skorochodova (in russo Ольга Ивановна Скороходова?; Bilozerka, 24 maggio 1911, 11 maggio del calendario giuliano – 7 maggio 1982) è stata un'insegnante, scrittrice terapista e ricercatrice sovietica.
Ha lavorato presso l'Istituto per disabili dell'Accademia di scienze pedagogiche dell'URSS come unica ricercatrice non vedente al mondo, producendo materiale scientifico sullo sviluppo, l'istruzione e l'insegnamento dei bambini non vedenti

## Biografia
Alcune fonti indicano informazioni contrastanti sulla data di nascita di Skorochodova, a volte riferita al 1912 o al 1914. Tuttavia, secondo gli estratti dei registri della Chiesa, che sono stati trovati dopo la sua morte, risulta essere nata nel 1911. Skorochodova nacque a Bilozerka, nell'Oblast' di Cherson, oggi in Ucraina, in una modesta famiglia di contadini. Suo padre fu mobilitato per la guerra nel 1914 e non tornò mai più, e sua madre fu costretta a lavorare come domestica per un prete. Ol'ga iniziò a perdere vista e udito all'età di cinque anni a causa della meningite. Nel 1922, dopo la morte di sua madre, fu mandata in una scuola per non vedenti a Odessa, dove rimase fino al 1924. 
Nel 1925, quasi completamente muta, Ol'ga venne trasferita alla scuola-clinica per bambini non vedenti di Charkiv, fondata dal professor Ivan Afanas'evič Sokoljanskij. Sotto la sua cura Olga si riprese e iniziò a tenere appunti sull'auto osservazione. Nel 1947 pubblicò il suo libro Kak ja vosprinimaju okružajuščij mir (Come percepisco il mondo), che suscitò un grande interesse nel pubblico. Quest'opera letteraria ricevette il premio K. D. Ušinskij. Nel 1954, il libro fu integrato con una seconda parte e pubblicato sotto il titolo Kak ja vosprinimaju i predstavljaju okružajuščij mir (Come percepisco e rappresento il mondo); nel 1972 una terza parte fu pubblicata sotto il titolo Kak ja vosprinimaju, predstavljaju i ponimaju okružajuščij mir (Come percepisco, immagino e capisco il mondo circostante). Nel 1948 Skorochodova divenne ricercatrice (in seguito collaboratore anziano) presso l'Istituto per disabili dell'Accademia delle scienze dell'educazione dell'URSS, dove lavorò fino alla fine della sua vita.

## Opere
- Kak ja vosprinimaju okružajuščij mir (Come percepisco il mondo, 1947)
- Kak ja vosprinimaju i predstavljaju okružajuščij mir (Come percepisco e rappresento il mondo, 1954)
- Kak ja vosprinimaju, predstavljaju i ponimaju okružajuščij mir (Come percepisco, immagino e capisco il mondo circostante, 1972)